# Planinica (Bugojno, BiH)
Planinica  je naseljeno mjesto u općini Bugojno, Federacija Bosne i Hercegovine, BiH.

## Stanovništvo

### 1991.
Nacionalni sastav stanovništva 1991. godine, bio je sljedeći:
ukupno: 164
- Muslimani - 158
- Jugoslaveni - 6

### 2013.
Nacionalni sastav stanovništva 2013. godine, bio je sljedeći:
ukupno: 47
- Bošnjaci - 44
- ostali, neopredijeljeni i nepoznato - 3